# Ihuatzio

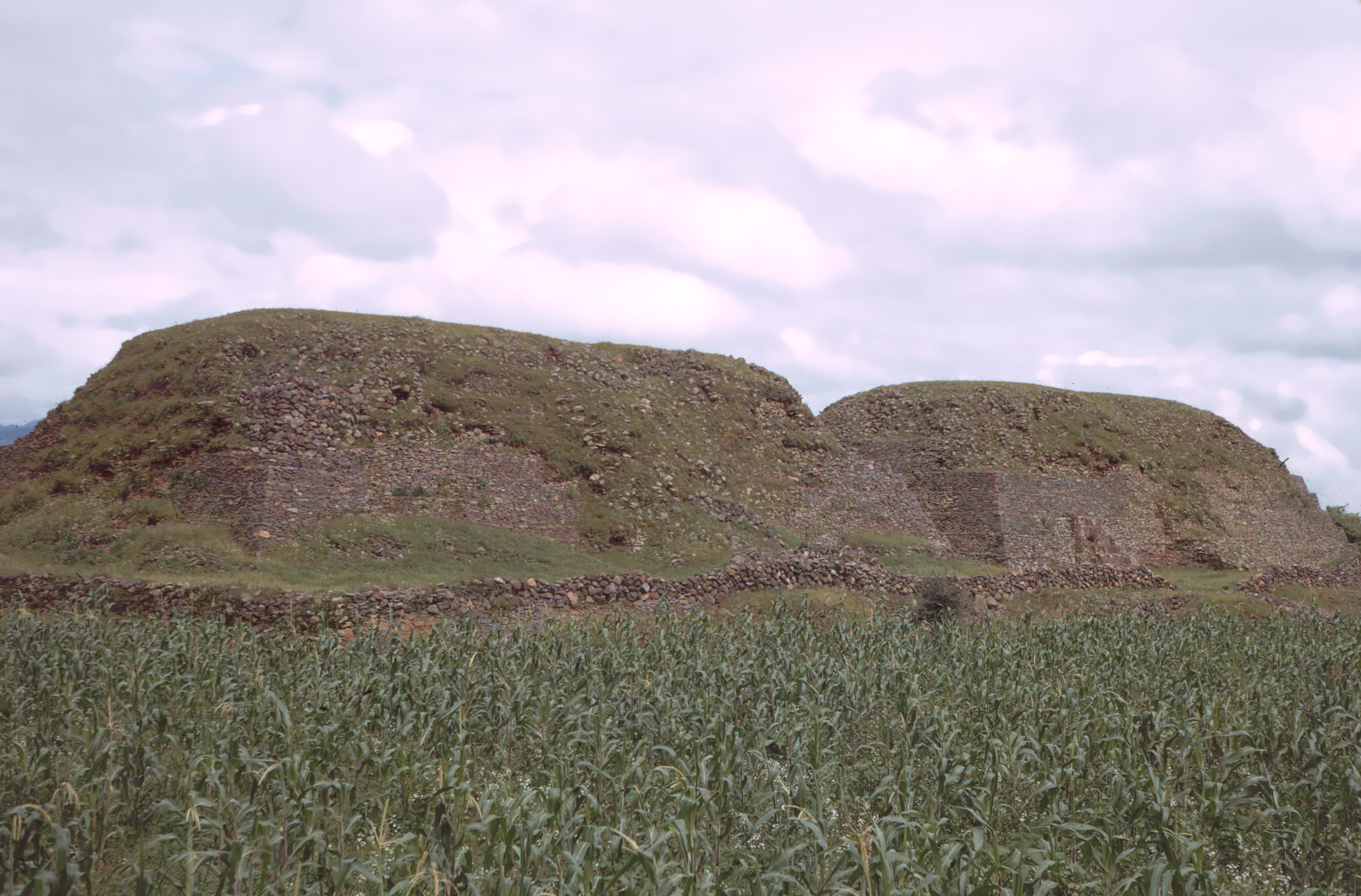
Pyramides jumelles de Ihuatzio

Ihuatzio est une ville du Michoacan au Mexique. Située au bord du lac de Pátzcuaro à 4 km de Tzintzuntzan, elle fut jadis une des capitales du royaume tarasque. 
Ihuatzio signifie «Lieu des coyotes». Le site archéologique tarasque fut fouillé dans les années 1930-1940 par Ignacio Marquina et Alfonso Caso. 
Une enceinte cérémonielle occupe une superficie de 1 000 m sur 470 m. Elle comporte deux structures pyramidales dédiées aux divinités tarasques Curicaueri et Xaratanga, trois yacatas, semblables à celles de Tzintzuntzan, mais contrairement à ce dernier site, Ihuatzio a livré de nombreuses sculptures en ronde-bosse, de type coyote ou Chac Mool.